# Michalina Frenkiel-Niwińska
Michalina Frenkiel-Niwińska (ur. 29 września 1868 w Przepiórowie, zm. 10 marca 1927 w Warszawie) – polska śpiewaczka operowa, mezzosopran.
Córka Aleksandra  i Marii z Niwińskich, siostra Mieczysława. 
Uczyła się śpiewu w szkole prowadzonej przez Adelinę Paschalis-Souvestre w Dreźnie. Debiutowała we Lwowie w 1887. Po występie 15 grudnia 1888 w partii Azuceny w Trubadurze została zaangażowana do zespołu opery lwowskiej.
W 1892 przez sześć miesięcy śpiewała w Kijowie, a następnie w 1894 w Petersburgu, w 1895 w Warszawie, Moskwie i Dreźnie. Od 22 stycznia 1898 należała do zespołu opery Warszawskich Teatrów Rządowych śpiewając w Teatrze Wielkim aż do emerytury w 1923.